# Coryanthes macrantha
Coryanthes macrantha là một loài thực vật có hoa trong họ Lan. Loài này được (Hook.) Hook. mô tả khoa học đầu tiên năm 1831.

## Hình ảnh

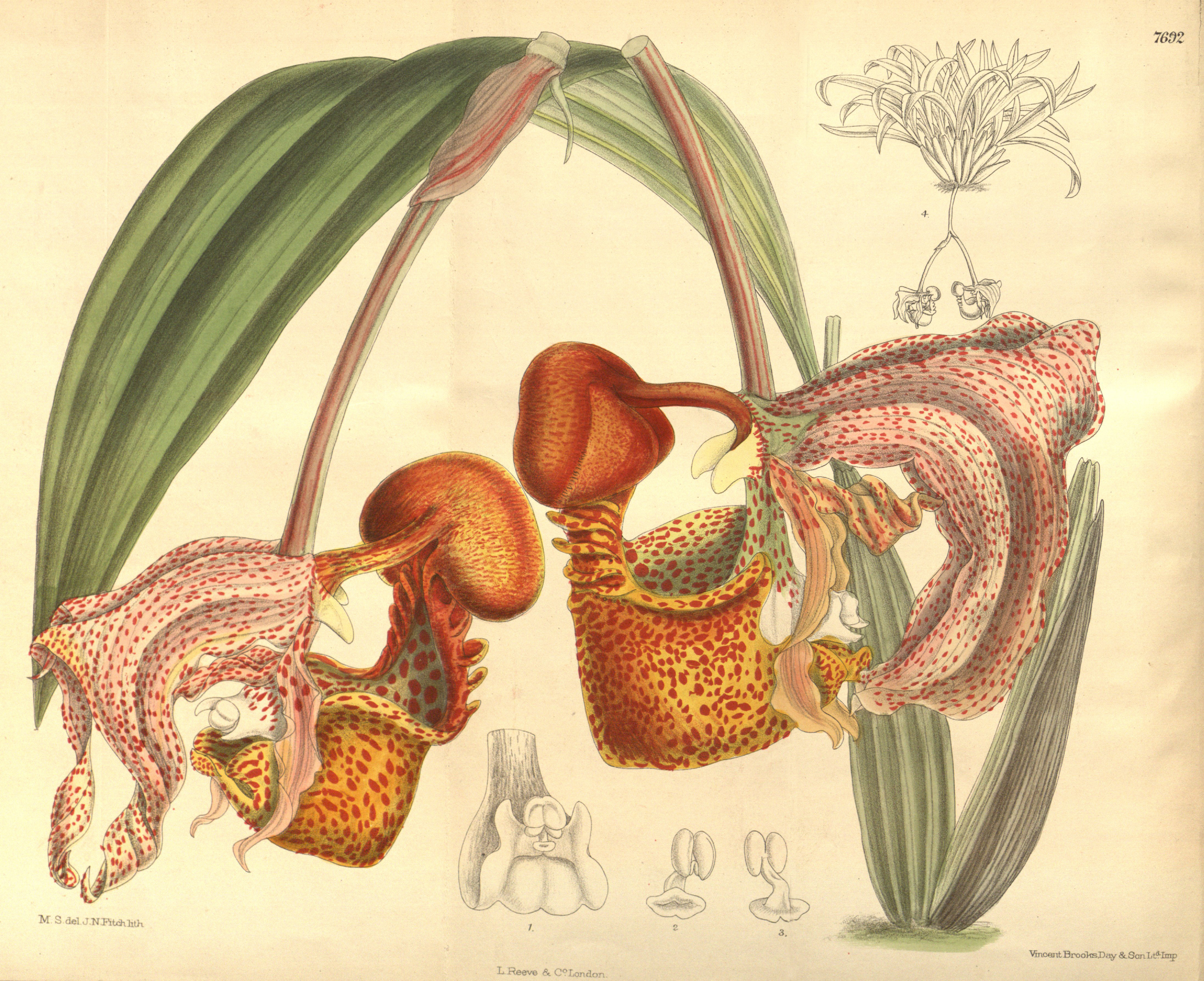
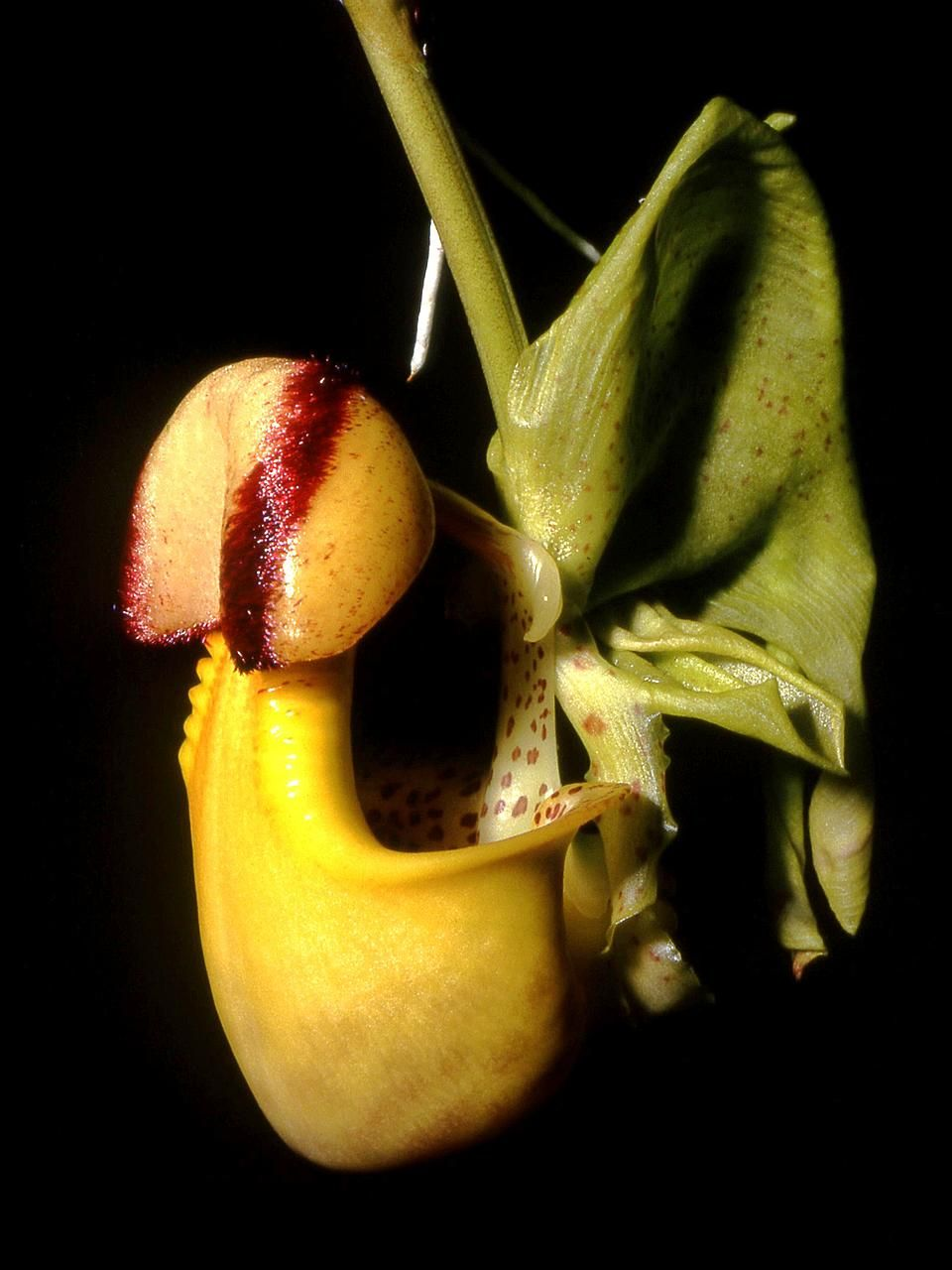